# سیارک ۴۶۷۰
سیارک ۴۶۷۰ (به انگلیسی: 4670 Yoshinogawa، نامگذاری:1987YJ) چهار هزار و ششصد و هفتادمین سیارک کشف شده‌است که در ۱۹ دسامبر ۱۹۸۷ کشف شد.
قدر مطلق سیارک برابر ۱۴٫۲۰ است.